# Abuso sexual
El término abuso sexual es una expresión utilizada con diversos alcances, según los países, para referirse genéricamente a un acto que daña la libertad sexual de otra persona. En sentido genérico, el abuso sexual incluye no sólo los casos más graves tipificados como delitos sexuales, sino también el lenguaje abusivo cotidiano con contenido sexual y otras formas de trato y acoso ofensivas, que en muchas ocasiones no se consideran delitos pero sí pueden verse como faltas laborales o de convivencia.
El abuso sexual se relaciona con la violencia de género, la violencia doméstica y el maltrato infantil. Una modalidad específica de abuso sexual es el abuso sexual infantil, que tiene peculiaridades psicológicas debido a la extrema vulnerabilidad, el impacto traumático y las dificultades para la comunicación que presentan los niños.
Existe la tendencia a eliminar las clasificaciones y denominaciones tradicionales de los delitos sexuales (violación, estupro, corrupción de menores), debido a sus implicaciones morales, para utilizar un nuevo esquema clasificatorio, con nuevas denominaciones, como «abuso sexual», «ataque sexual», «agresión sexual» y otros equivalentes, que están siendo tipificadas con importantes variaciones según el país.

## Por regiones y países

### Argentina
En Argentina el término se utiliza para denominar el delito de «abuso sexual», que abarca todos los actos de naturaleza sexual cometidos contra personas menores de trece años y contra las mayores de esa edad, cuando hubiera violencia, amenaza, intimidación debido a una relación de subordinación, o cuando se hubiera aprovechado de que la víctima no haya podido consentir libremente la acción (arts. 119-124 CP), contemplando diversas agravantes, entre ellas la penetración sexual no consentida (violación).
El abuso sexual es una agresión sexual violenta que atenta contra la libertad sexual de la persona y su derecho a elegir la actividad sexual que quiere realizar. Si es cometido contra un menor afecta además su desarrollo personal en su sexualidad. Para que se considere abuso sexual es necesario: 1) una conducta abusiva de contenido sexual; 2) contacto corporal directo entre el agresor y la víctima; 3) que este contacto físico afecte las  partes sexuales del cuerpo de la víctima; y 4) ausencia de consentimiento en  la  víctima respecto  del acto sexual en que se ve involucrada. La actividad sexual con un menor de 13 años es un abuso sexual, aunque el menor haya prestado su consentimiento.
Existen casos de abuso sexual agravado, donde se aplica una pena mayor: cuando el sometimiento sexual fue gravemente ultrajante para la víctima, hubo acceso carnal, hay parentesco con la víctima, por el número de autores, por el medio empleado o por la edad y situación de la víctima, entre otros.

### España
En España el término «abuso sexual» se utilizaba para denominar los delitos sexuales en los que no hubo violencia, ni penetración no consentida (arts. 181-182 CP).
Tras la entrada en vigor de la Ley Orgánica de Garantía Integral de la Libertad Sexual (España) en  2022, desaparece la distinción entre abuso sexual y agresión sexual, y todo acto sexual sin consentimiento pasa a ser calificado como agresión sexual, con un sistema progresivo de penas proporcionales a la gravedad del delito cometido.

### Malaui
En Malaui la industria de las niñas-esposas atrapa a miles al año, cuando se las envía en cuanto alcanzan la menarquia a campos sexuales llamados «kusasa fumbi», donde se les adoctrina que satisfacer sexualmente a sus futuros maridos es su único rol en la sociedad; por ello, en 2015 el parlamento prohibió el matrimonio antes de los 18 años de edad.  Pese a la ilegalidad del matrimonio con niñas, el abuso continúa, debido a la cultura malaui.

### México
En México, la reforma del Código Penal de 1991, introdujo el delito de «abuso sexual», sin subsumir en el mismo otros delitos sexuales, como la violación y el estupro. El delito de abuso sexual está tipificado en el artículo 260 y se configura al ejecutar un acto sexual sin el propósito de llegar a la cópula, sin consentimiento de la víctima.

Artículo 260.- Al que sin el consentimiento de una persona y sin el propósito de llegar a la cópula, ejecute en ella un acto sexual o la obligue a ejecutarlo, se le impondrá pena de seis meses a cuatro años de prisión. Si se hiciere uso de la violencia física o moral, el mínimo y el máximo de la pena se aumentarán hasta
en una mitad.

### Venezuela
Venezuela ha registrado un aumento preocupante en los casos de abuso sexual infantil durante la Revolución Bolivariana, evidenciando una grave situación que afecta especialmente a los menores. Según el Índice Fuera de las Sombras (Out of Shadows), el país se encuentra en el segundo lugar en Latinoamérica con menos iniciativas dirigidas a combatir el abuso sexual en menores.Carlos Trapini, coordinador general de Cecodap y también investigador de la Universidad Católica Andrés Bello (UCAB), ha señalado que el abuso sexual infantil «es una problemática que se ha ido visibilizando cada día más». No obstante, pese a la creciente visibilización, en Venezuela se reporta un número reducido de denuncias relacionadas con esta problemática.
Este panorama es influenciado por diversos factores, entre ellos la profunda crisis educativa que atraviesa el país. El salario precario de los docentes, que no supera los 5 dólares al mes, ha llevado al gremio a reducir la semana escolar a solo dos días, dejando a muchos niños y adolescentes sin una estructura educativa estable y aumentando su exposición a riesgos. A ello se suma el deterioro marcado de las escuelas públicas, tanto en infraestructura como en recursos, lo que refleja que el 85% de la población estudiantil, la cual pertenece al sector público según datos de la Universidad Católica Andrés Bello (UCAB), está en desventaja.
Trapini también ha destacado que los niños en Venezuela están frecuentemente expuestos a sufrir abuso por parte de su círculo más íntimo: padres, tíos y abuelos. Adicionalmente, subrayó la ausencia de políticas públicas en el país orientadas a la educación y promoción de medidas preventivas, y enfatizó la necesidad de formar a niños y adolescentes para que sean sujetos activos en su propia protección.En los primeros ocho meses del año 2022, Venezuela reportó un total de 718 denuncias relacionadas con abuso sexual a niños y adolescentes, según datos proporcionados por el Ministerio Público del país. Esta cifra equivale a un promedio de tres casos reportados diariamente. Durante julio de 2023, el Ministerio Público venezolano registró 10.430 acusaciones relacionadas con el abuso sexual infantil. De estas, solo el 35,6 % resultó en una sentencia condenatoria.El Ministerio Público había indicado que desde agosto del año previo hasta noviembre de 2022, se reportaron 7.165 casos de abuso sexual contra menores. Estas cifras, que muestran un incremento drástico en un corto periodo, ponen en evidencia la vulnerabilidad de los niños y jóvenes en el país.
Adicionalmente, la migración masiva de venezolanos, impulsada por la crisis económica y política, ha dejado a aproximadamente un millón de niños en Venezuela sin la protección de sus padres, quedando al cuidado de otros familiares, como tías o abuelos, lo que potencialmente los coloca en una situación aún más riesgosa.Ante esta crisis, han surgido iniciativas como la propuesta de una "macro Fiscalía" con competencia nacional para abordar el abuso sexual infantil. Sin embargo, especialistas enfatizan en la necesidad de atender las raíces del problema, como lo es la crisis educativa y la falta de políticas integrales de protección a la infancia que garanticen la seguridad, educación y bienestar de los niños y adolescentes en Venezuela.

### Vanatu (Nuevas Hébridas)
John Gibson Paton definió a la mujer indígena de las Nuevas Hébridas como la «oprimida esclava del hombre»; documentó que según la cultura aborigen a las mujeres se les hacía trabajar duro y acarrear las cargas, mientras los varones caminaban a su lado, sin impedimento; que los hombres les pegaban sin límite, y que, al matarlas, a nadie importaba.

## Victimarios
La mayoría de los abusos sexuales son cometidos por hombres en perjuicio de mujeres y niños. Sin perjuicio de ello, cotidianamente, también existen casos de mujeres victimarias y hombres víctimas de los mismos.

## Signos de posible abuso sexual
Debido a las características privadas del abuso sexual y al fenómeno de la naturalización de este, la existencia presente o pasada de una situación de abuso sexual no siempre es evidente, incluso para la propia víctima, sobre todo cuando se trata de niños. Estadísticas oficiales de Uruguay dan cuenta de que el 62% de los niños abusados no se dieron cuenta de que estaban siendo víctimas de maltrato. En muchos casos el abuso sexual es un componente de una situación de abuso más amplia, en el contexto de relaciones familiares o laborales, que puede incluir maltrato sistemático, violencia física y abuso emocional.
Los signos de un posible abuso sexual no siguen un patrón uniforme y su análisis requiere de técnicas y procedimientos puntuales y la intervención de profesionales especializados. Las personas que sufren o han sufrido abuso sexual muestran una serie de signos que difieren según se trate de niñas, adolescentes o adultas, aunque en algunos casos coinciden.
Algunos de los síntomas de un posible abuso sexual son los siguientes:
- Niños[23]
  - Pesadillas y problemas para dormir.
  - Distracciones frecuentes.
  - Cambio súbito de alimentación.
  - Dificultades al tragar.
  - Cambios de ánimo.
  - Interés en temas sexuales.
  - Miedos inusuales.
  - Dibujos, juegos o sueños atemorizantes o sexuales.
  - Mención de un amigo mayor.
  - Tiene dinero o regalos sin explicación.
  - Piensa que es desagradable.
  - Muestra un lenguaje o comportamientos sexuales de adulto.

- Adolescentes[23]
  - Autolesiones
  - Mala higiene personal
  - Abuso de drogas y alcohol
  - Promiscuidad sexual
  - Huida del hogar
  - Depresión
  - Intentos de suicidio
  - Rechazo a la intimidad
  - Alimentación compulsiva

- Adultos y adultas[23]
  - Episodios de miedo.
  - Sensación constante de inseguridad.
  - Recuerdos de significación desagradable.
  - Falta de concentración.
  - Sentimiento de culpa
  - Baja autoestima
  - Enojo
  - Depresión
  - Dificultades para mantener relaciones íntimas
  - Falta de interés en el sexo.

## Efectos psicológicos
Sobre los efectos psicológicos y la evaluación del abuso sexual, los investigadores David Finkelhor, Lucy Berliner, y Daniel Schechter tienen trabajos relevantes.
Una revisión sistemática de 13 estudios clínicos, concluyó que el apoyo intensivo puede mejorar la vida cotidiana de las mujeres en refugios, para situaciones de abuso sexual y violencia doméstica a corto plazo, y puede reducir el abuso físico uno o dos años después de la intervención.

## Intervención terapéutica en sobrevivientes de abuso sexual
Diversos autores coinciden en que el tratamiento para víctimas de violencia sexual debe hacerse con apoyo de un equipo interdisciplinar. Es necesario la presencia de un equipo de varios profesionales para estas personas cuando son diagnosticadas con un trastorno de estrés postraumático (TEPT), ya que requieren de tratamientos de mayor calidad para ser afrontados. Los TEPT pueden ser complejos y generar un grave impacto en la salud mental de las personas, es por eso que se recomiendan la combinación de técnicas como son la relajación para reducir el estrés psicofisiológico, la psicoterapia psicodinámica o el uso de psicofármacos entre otras de las muchas técnicas.
El psicoanálisis, aun estando contraindicado para personas diagnosticadas con TEPT, puede ser bastante favorable para el tratamiento de la víctima. Las psicoterapias dinámicas han sido validadas (Valker y Nash, 1981) para afrontar el tratamiento de un víctima, con el objetivo de cuidar la relación terapéutica con la persona afectada. En las etapas del tratamiento psicoterapeutico individual, se debe focalizar en la búsqueda del alivio de los síntomas y el dolor o sufrimiento generado en la víctima. Este tratamiento puede ser efectivo para las personas con TEPT siempre y cuando el terapeuta tenga en cuenta en el proceso los siguientes puntos: la solidez en la relación terapéutica y dosificación de la interpretación.
En el caso del tratamiento terapéutico grupal, con víctimas sin traumas del abuso, es favorable para identificar y corregir el problema de aislamiento y estigmatización, generando un espacio acorde para poder reparar los daños sufridos derivados del abuso.

## Abuso sexual infantil
[El abuso sexual infantil] se trata de un problema universal que está presente, de una u otra manera, en todas las culturas y sociedades y que constituye un complejo fenómeno resultante de una combinación de factores individuales, familiares y sociales. [...] Supone una interferencia en el desarrollo evolutivo del niño y puede dejar unas secuelas que no siempre remiten con el paso del tiempo.

En la mayoría de los casos constituye una experiencia traumática. La niña o niño lo vive como un atentado contra su integridad física y psicológica. Puede afectar a su desarrollo psicoemocional, así como su respuesta sexual en la vida adulta, por lo que se considera un tipo de maltrato infantil. Las respuestas psicoemocionales y secuelas en niños pueden ser similares a las que se observan en casos de maltrato físico, abandono emocional, etc.
La mayoría de las víctimas requieren apoyo psicológico para evitar sufrir secuelas del abuso en su vida adulta. 
La legislación internacional y la de la mayoría de los países modernos considera que es un delito, aunque los conceptos psicológico y jurídico del abuso no siempre coinciden, y no existe consenso sobre los procesamientos jurídicos de los agresores.
Los estudios sobre el tema muestran que la mayoría de los agresores son varones (entre un 80 y un 95% de los casos) heterosexuales que utilizan como estrategia la confianza, los lazos familiares, el chantaje y la manipulación para consumar el abuso. La media de edad de las víctima está entre los 8 y los 16 años. En estas edades se produce un tercio de todas las agresiones sexuales. El número de niñas que sufren abusos es entre 1,5 y 3 veces mayor que el de niños. Suele ser un fenómeno cíclico y repetitivo.
Los abusos a menores de edad ocurren en todas las clases sociales, ambientes culturales y razas. El abuso sexual infantil incestuoso es el que comete un miembro de la familia del niño. Existe una alta incidencia en niñas pequeñas que son sometidas a tocamientos, exhibicionismo, estimulación sexual inadecuada y penetración genital.
Entre el 65 y el 85% de los agresores pertenecen al círculo social o familiar de la víctima. Los agresores desconocidos constituyen la cuarta parte de los casos y, normalmente, ejercen actos de exhibicionismo y son dirigidos a niños con la misma frecuencia. Entre el 20 y el 30% de los agresores son menores.
Los testimonios de las personas que han sido objeto de abusos sexuales suelen ser ciertos. El síndrome de la «memoria falsa» o falsos recuerdos es poco frecuente en adultos supervivientes de abuso sexual debido a que se trata de sucesos que dejan una impronta muy relevante en la memoria.
La APA (American Psychological Association: Asociación Psicológica Estadounidense) cuestiona la existencia del síndrome de memoria implantada (no reconocido por el DSM IV). En su informe oficial sobre el tema declara que no se debe considerar que los recuerdos de abuso sexual infantil de los adultos sean falsas memorias implantadas (aun cuando no haya pruebas que permitan interpretarlos literalmente como verdades históricas), ya que existen pruebas de que los abusos sexuales padecidos durante la infancia pueden ser tan traumáticos que algunas veces se olvidan y reaparecen en la adultez. En algunos casos se observa disociación y amnesia selectiva: La víctima elimina recuerdos dolorosos o traumatizantes ocurridos durante el período en el que ocurrió el abuso.

## Abuso sexual masivo
La agresión sexual masiva es la agresión sexual colectiva a mujeres, y en ocasiones a niños, en público por grupos de hombres. Por lo general, actuando bajo la protección de una multitud. Las víctimas reportan haber sido manoseadas, desnudadas, golpeadas, mordidas, penetradas y violadas. 

### Egipto
En Egipto, varias agresiones sexuales masivas han recibido una amplia protección internacional. En árabe, el término «agresiones sexuales masivas» se traduce como تحرش جماعي (taḥarrush jamāʿī), a menudo transliterado incorrectamente en los medios de comunicación como «taharrush gamea» tras un informe de la policía alemana sobre las agresiones sexuales de La Víspera de Año Nuevo de 2015/2016 en Alemania.

### Alemania
Durante las celebraciones de La Víspera de Año Nuevo 2015/2016, se produjeron incidentes de agresión sexual masiva y numerosos robos en Alemania, principalmente en el centro de la ciudad de Colonia. Según los informes, más de 1200 mujeres fueron agredidas sexualmente, en gran parte por hombres de origen magrebí.

### India
Se han reportado varios casos de agresión sexual masiva en la India. En julio de 2012, una adolescente fue agredida sexualmente durante un máximo de 45 minutos por un gran grupo de hombres fuera de un bar en Guwahati, Assam. Nadie intervino hasta que llegó la policía.
Durante los disturbios de 2002 en Guyarat, la violencia dirigida contra las mujeres y los niños hindúes documentada por grupos de la sociedad civil informó de «violaciones masivas, entierros en vivo y quemas, ataques con ácido, empalamiento y otras formas brutales de tortura que estaban profundamente relacionadas con el género, también se presentó violencia contra las mujeres con agresiones hacia sus hijos, tanto nacidos como por nacer». Los sobrevivientes informaron «que la violencia sexual consistía en desnudez forzada, violaciones masivas, violaciones en grupo, mutilación, inserción de objetos en el cuerpo, corte de senos, corte del estómago y órganos reproductivos, y tallado de símbolos religiosos en partes del cuerpo de las mujeres». El Tribunal de Ciudadanos Preocupados, caracterizó el uso de la violación «como un instrumento para el sometimiento y humillación de una comunidad».

### Italia
Durante la celebración del Año Nuevo de 2022 en la plaza central del Duomo de Milán, al menos 9 mujeres fueron presuntamente abusadas en incidentes separados de agresión sexual masiva. Según los informes, una mujer de 19 años fue agredida por unos 30 hombres «de origen extranjero» que la molestaron y manosearon repetidamente e intentaron despojar de su ropa hasta que la policía logró intervenir. Luego, la víctima fue llevada a un hospital cercano.

### Pakistán
La presentadora de televisión británica Saira Khan dijo en 2016 que había sido agredida sexualmente por una multitud en Pakistán en 2007 mientras filmaba un documental para la BBC. Acusó a la BBC de haber ignorado el ataque.

### Suecia
Las mujeres participantes en We Are Sthlm, un festival de música de verano para adolescentes en Estocolmo, informaron en 2014 y 2015 que habían sido rodeadas y abusadas por grupos de hombres, en su mayoría adolescentes. Se acusó a la policía de no haber dado a conocer los ataques porque los sospechosos eran en su mayoría de Afganistán. Los incidentes salieron a la luz sólo después de los ataques de Nochevieja de 2016 en Alemania, cuando se acusó a la policía de Estocolmo de encubrir los incidentes, lo cual negaron.

## El abuso sexual en el cine y en la literatura

### En el cine
- Nuts (en español, Loca o Me quieren volver loca), película estadounidense de 1987.
- La fotocopiadora, película indonesia del 2021.